# Say It with Sables
Pour plus de détails, voir Fiche technique et Distribution.
Say It with Sables est un film américain réalisé par Frank Capra, sorti en 1928.

## Synopsis
Doug Caswell tombe amoureux d'Irène Gordon, qui se trouve être la maîtresse de son riche père, John Caswell et c'est à la belle-mère de Doug, Helen, d'arranger les choses.

## Fiche technique
- Titre français : Say It with Sables
- Réalisation : Frank Capra
- Scénario : Frank Capra, Dorothy Howell et Peter Milne
- Photographie : Joseph Walker
- Montage : Arthur Roberts
- Production : Harry Cohn
- Société de production : Columbia Pictures
- Pays d'origine : États-Unis
- Format : Noir et blanc - 1,33:1 - Film muet
- Durée : 70 minutes
- Date de sortie : 1928

## Distribution
- Francis X. Bushman : John Caswell
- Helene Chadwick : Helen Caswell
- Margaret Livingston : Irene Gordon
- Alphonz Ethier : Mitchell